# Godgory
Godgory se formó en agosto en 1992 por Matte Andersson (Vocales) y Erik Andersson (Batería). No son hermanos, como muchos creen. Al principio Godgory solo tocaba covers de bandas como Napalm Death, Entombed, Cemetary, Unleashed y Grave, hasta que en abril de 1994 llegaron a Unisound studio y grabron su primer demo llamado "Demo-94".
Mandaron su demo a varios labels por todo el mundo y la respuesta fue muy buena. Un label quiso firmar con Godgory para un álbum, así que fueron a Unisound studios otra vez en noviembre de 1994 y grabaron "Sea of dreams". Lo grabaron en una semana con mucho tiempo de sobra. El trato con esa label se acabó rápidamente y Godgory quedó sin contrato por un tiempo con un álbum y sin label. Decidieron mandar su cinta a algunas labels preguntando si querían sacar el álbum. Invasion Records de Alemania quiso sacar el CD de Godgory y firmó con ellos para un nuevo álbum. Estas cosas tomaron mucho tiempo, por eso "Sea of dreams" no se sacó hasta enero de 1996.
"Sea of dreams" recibió muy buenas críticas en revistas por todo el mundo y ha vendido 5000 copias. Godgory quería probar que podían hacer un álbum mejor, así que en octubre de 1996 fueron de nuevo a Unisound studios y grabaron "Shadow's dance". Esta vez tuvieron a un sexto miembro, Thomas Heder, en el teclado y pasaron 3 semanas en el estudio grabando cada instrumento uno por uno y no en vivo como en "Sea of dreams". "Shadow's Dance" también recibió muy buenas críticas y terminó en el séptimo lugar de la Rockhards Dynamite list. "Shadow's Dance" ha vendido 10 000 copias.
Actualmente Godgory ya no existe, así lo anuncian en su sitio web con estas palabras 
"Hola a todos los fans de Godgory. Godgory ya no existe. Me gustaría dar las gracias a todos ustedes cuando Godgory anduvo por ahí. Si quisiéramos poner los nombres de todos los que nos apoyaron, la lista seria muy larga, eso creemos. 
Así que decimos gracias a las etiquetas, músicos y revistas y por supuesto, a los fans por su fiel apoyo.
Tengan cuidado y mantengan encendida la llama del metal.
Agradecidos saludos por parte de Erick y Matte de GODGORY... "

## Álbumes
| Título         | Fecha de salida | Discográfica     |
| -------------- | --------------- | ---------------- |
| Sea of Dreams  | 1995            | Invasion Records |
| Shadow's Dance | 1996            | Invasion Records |
| Resurrection   | 1999            | Nuclear Blast    |
| Way Beyond     | 2001            | Nuclear Blast    |

- Datos: Q4039545